# Чащины (Оричевский район)
Чащины — опустевшая деревня в Оричевском районе Кировской области в составе Шалеговского сельского поселения.

## География
Расположена на расстоянии примерно 13 км по прямой на запад-юго-запад от районного центра поселка  Оричи.

## История
Известна с 1671 года как починок Мерши Шарова с 1 двором, в 1765 году в починке Мирона Воронина уже 133 жителя. В 1873 году здесь (починок Мирона Воронина или Чащины) дворов 3 и жителей 26, в 1905 12 и 65, в 1926 (деревня Чащины или Мирона Воронина) 11 и 84, в 1950 13 и 50, в 1989 году оставался 1 постоянный житель. Настоящее название утвердилось с 1978 года. 

## Население
Постоянное население не было учтено как в 2002 году, так и в 2010.